# Bianca Laura Granato
Bianca Laura Granato (Catanzaro, 31 agosto 1970) è una politica italiana.

## Biografia
Ha conseguito la laurea in lettere classiche presso l’Università degli Studi di Firenze. Docente di scuola secondaria superiore, insegna presso il liceo scientifico “Siciliani” di Catanzaro.

## Attività politica
È membro dell’associazione per la “Scuola della Repubblica” e di diversi comitati per l’abrogazione della legge 107/2015, cosiddetta “Buona Scuola”. Impegnata anche sul fronte dei comitati per il No alle trivellazioni. Ha sostenuto anche i comitati per il No al referendum Costituzionale proposto dall'allora presidente del Consiglio Matteo Renzi.
Nel 2017 si candida alla carica di Sindaco di Catanzaro, con i 5 stelle, ottenendo il 6% dei voti. Nessun seggio viene attribuito al Movimento da lei capitanato in consiglio comunale.
Entra per la prima volta in Parlamento da eletta nel 2018. Si occupa di tematiche scolastiche, facendo infatti parte della Commissione Istruzione del Senato.
Il 1 dicembre 2019 presenta la sua candidatura a “facilitatore” scuola, università e ricerca (responsabile nazionale) del “Team del futuro” (direttivo nazionale 5 Stelle). Nelle votazioni sulla piattaforma Rosseau il team di otto esperti da lei capeggiato si classifica secondo.
Il 17 febbraio 2021 è una dei 15 senatori del M5S a votare contro la fiducia al Governo Draghi. 
Dopo essere stata espulsa dal Capo politico Vito Crimi, il 19 febbraio 2021 aderisce al Gruppo misto. Il 22 giugno passa alla componente del misto L'alternativa c'è - Lista del Popolo per la Costituzione.
Nell'ottobre 2021 Granato, che non ha mostrato il Green Pass all'ingresso a Palazzo Madama e poi nell'Aula, viene interdetta per dieci giorni da tutti i lavori del Senato.
Il 27 aprile 2022 con alcuni ex M5S e i senatori del Partito Comunista e di Italia dei Valori dà vita al gruppo parlamentare C.A.L. (Costituzione Ambiente Lavoro) - PC - IdV. In seguito, il 9 giugno, aderisce ad Ancora Italia.
Si ricandida alle politiche del 2022 nella lista Italia Sovrana e Popolare, non risultando eletta.
Nel novembre 2022, a seguito della scissione di Ancora Italia, segue l'ex presidente del movimento Francesco Toscano nel nuovo soggetto politico "Ancora Italia Sovrana e Popolare" di cui diventa presidente, allontanandosene successivamente.
A inizio 2024 fonda l’associazione “Popolo Unito”, di cui diventa presidente, che viene ufficialmente lanciata nel febbraio 2025 al Teatro Flavio di Roma.

## Controversie
Il 12 marzo 2019 una sua affermazione rivolta ai precari della scuola ha suscitato forti polemiche. La frase è stata pronunciata in un video che lei stessa ha pubblicato su Facebook: “Chiedete un’agevolazione indebita... volete un concorso dove tutti passino indistintamente, più o meno preparati. Queste procedure non sono più sostenibili: sono battaglie squalificanti per voi. Da insegnante provo un po’ di vergogna. Non mi interessa che dite che non ci votate più...”.
Il 14 marzo 2021, unitamente alla collega Luisa Angrisani di L'Alternativa c'è, si è opposta ad un emendamento (poi approvato) al decreto legge 44/2021 proposto dal PD sull'equiparazione della Laurea in scienze delle religioni (LM64) con quelle in scienze storiche (LM84), filosofiche (LM78) e antropologia culturale e etnologia (LM01). Secondo la dichiarazione delle senatrici: “Con questo emendamento i laureati in scienze delle religioni potranno insegnare italiano, storia e geografia nella scuola media, storia e filosofia nei licei e anche italiano e storia negli istituti tecnici. Hanno creato un’equipollenza per usare la scuola come ufficio di collocamento dei raccomandati della curia.”
Nel 2021 ha espresso posizioni critiche contro i vaccini anti-Covid-19.
Il 5 marzo 2022, a seguito dell'invasione dell'Ucraina da parte dell'esercito russo, sulla sua pagina Facebook criticando la "propaganda atlantista" e la "censura americana" condivide una sintesi del discorso in cui Vladimir Putin giorni prima aveva giustificato l'attacco all'Ucraina. Il 21 marzo 2022, attraverso un video trasmesso su un canale Telegram afferma che “Putin sta combattendo una battaglia per tutti noi" e lo invita a unire le forze contro "l’agenda globalista", inoltre definisce Biden un criminale per aver introdotto una "politica vessatoria su prodotti sperimentali" attraverso l'obbligo vaccinale negli Stati Uniti.
Il 7 maggio 2022, pubblica sulla sua pagina Facebook un commento sulla vicenda di Massimo Ranieri, caduto dal palco la sera precedente e finito in ospedale, scrivendo: "Massimo Ranieri improvvisamente cade nel vuoto mentre recita un elogio al vaccino e finisce al Cardarelli di Napoli". Il commento è stato ripreso e definito come "Vergogna di stato" dal presidente della Fondazione GIMBE, Nino Cartabellotta.
Il 20 luglio 2022 ha asserito come il Governo Draghi volesse diminuire le spese pensionistiche "eliminando fisicamente gli anziani" tramite il vaccino contro il COVID-19, accusando inoltre il governo di condotte fasciste.